# Johannes Grave
Johannes Grave (* 22. März 1976 in Thuine im Landkreis Emsland) ist ein deutscher Kunsthistoriker, Autor wissenschaftlicher Bücher und Professor für Neuere Kunstgeschichte an der Friedrich-Schiller-Universität Jena.

## Leben und Werk
Johannes Grave wuchs in Salzbergen-Holsten im Emsland auf. Nach dem Abitur am Gymnasium Dionysianum in Rheine im Jahr 1995 studierte er als Stipendiat der Studienstiftung des deutschen Volkes ab 1996 Kunstgeschichte, Mittellateinische Philologie, Mittelalterliche Geschichte und Philosophie an der Albert-Ludwigs-Universität Freiburg. An das Studium schloss sich ein Studienaufenthalt in Rom an. Von 2001 bis 2005 war er wissenschaftlicher Mitarbeiter im Sonderforschungsbereich 482 „Ereignis Weimar-Jena. Kultur um 1800“ der Friedrich-Schiller-Universität Jena, an der er 2005 promoviert wurde. Von 2005 bis 2009 war er als wissenschaftlicher Mitarbeiter an der Universität Basel tätig; seine Habilitation erfolgte 2012 an der Philosophisch-Historischen Fakultät der Universität Basel.
Von Juli 2009 bis April 2012 war Grave stellvertretender Direktor des Deutschen Forums für Kunstgeschichte in Paris. Von 2012 bis 2019 lehrte er als Professor für Historische Bildwissenschaft und Kunstgeschichte an der Universität Bielefeld, wo er von 2017 bis 2019 zugleich stellvertretender Sprecher des Sonderforschungsbereichs „Praktiken des Vergleichens“ (SFB 1288) war. Einen Ruf der Heinrich-Heine-Universität Düsseldorf auf eine Professur für Kunstgeschichte lehnte er 2015 ab. Im Frühjahr 2019 folgte er einem Ruf auf die Professur für Neuere Kunstgeschichte mit Schwerpunkt Europäische Romantik an der Friedrich-Schiller-Universität Jena.
Von Oktober 2014 bis März 2015 war er Senior Fellow am Alfried Krupp Wissenschaftskolleg Greifswald. 2015/16 arbeitete er als Fellow in der Forschergruppe „The Ethics of Copying“ am Zentrum für interdisziplinäre Forschung (ZiF) in Bielefeld mit. Für das Sommersemester 2017 erhielt er ein Fellowship der Kolleg-Forschergruppe „BildEvidenz. Geschichte und Ästhetik“ an der Freien Universität Berlin. Für das Wintersemester 2024/25 wurde er von der Kolleg-Forschungsgruppe „Zugang zu kulturellen Gütern im digitalen Wandel“ (Universität Münster) als Senior Fellow eingeladen.
Von 2015 bis Ende 2019 war Grave einer der vier Herausgeber der Zeitschrift für Kunstgeschichte. Er gehört seit 2013 zu den Begründern und Herausgebern der französisch-deutschen Zeitschrift Regards croisés. Revue franco-allemande d’histoire de l’art, d’esthétique et de littérature comparée. Grave war als Kokurator an großen Ausstellungsprojekten beteiligt. Zuletzt wirkte er mit bei der Ausstellung „Caspar David Friedrich. Kunst für eine neue Zeit“ der Hamburger Kunsthalle (2023/24) und an dem Projekt „Caspar David Friedrich, Goethe und die Romantik in Weimar“ im Schiller-Museum Weimar (2024/25).
In seinem Buch „Bild und Zeit“ (2022) legt Johannes Grave eine Theorie des Bildbetrachtens dar, mit der er die kunsthistorische Rezeptionsästhetik im Lichte neuer bildtheoretischer Erkenntnisse weiterentwickelt und der Zeitlichkeit des Prozesses der Bildbetrachtung besondere Bedeutung beimisst. In der „rezeptionsästhetischen Temporalität des Bildes“ sieht er einen entscheidenden, bisher unterschätzten Faktor, der dazu beiträgt, dass Bildern Macht zuerkannt wird.

## Mitgliedschaften (Auswahl)
Grave ist seit 2009 Mitglied des Zentrums für Klassikforschung in Weimar (von 2009 bis 2016 als Vorstandsmitglied) und wurde im Oktober 2018 in den wissenschaftlichen Beirat der Klassik Stiftung Weimar berufen. In seiner Funktion als Vorsitzender des wissenschaftlichen Beirats ist er seit 2021 auch Mitglied des Stiftungsrats der Klassik Stiftung Weimar. Als Vertreter der Berufsgruppe „Hochschulen und Forschungsinstitute“ gehörte er von 2017 bis 2022 dem Vorstand des Verbands Deutscher Kunsthistoriker an. Von 2018 bis 2023 war er zudem Mitglied des Senats- und Bewilligungsausschusses für Sonderforschungsbereiche der Deutschen Forschungsgemeinschaft (DFG). Seit 2024 ist er einer der Vizepräsidenten der DFG.
Im Jahr 2023 wurde er als ordentliches Mitglied in die Academia Europaea aufgenommen.

## Auszeichnungen
Grave wurde 2012 durch die Akademie der Wissenschaften zu Göttingen mit dem Hans-Janssen-Preis für Europäische Kunstgeschichte ausgezeichnet. Im Jahr 2020 erhielt er den Gottfried Wilhelm Leibniz-Preis der Deutschen Forschungsgemeinschaft (DFG).

## Schriften

### Monographien
- Freiheit? Eugène Delacroix, die Revolution von 1830 und die Politik der Bilder, Göttingen 2024, ISBN 978-3-8353-5673-3.
- Bild und Zeit. Eine Theorie des Bildbetrachtens, München 2022, ISBN 978-3-406-78045-5.
- Giovanni Bellini. Venedig und die Kunst des Betrachtens, München 2018, ISBN 978-3-7913-8396-5 (engl. Übersetzung: Giovanni Bellini. The Art of Contemplation, London/New York 2018, ISBN 978-3-7913-8397-2).
- Architekturen des Sehens. Bauten in Bildern des Quattrocento, München 2015, ISBN 978-3-7705-5800-1.
- Caspar David Friedrich, München 2012, ISBN 978-3-7913-4627-4 (engl. Übersetzung: Caspar David Friedrich, 2. Aufl. London/New York 2017, ISBN 978-3-7913-8357-6).
- Caspar David Friedrich, Glaubensbild und Bildkritik, Zürich/Berlin 2011, ISBN 978-3-03734-165-0.
- Der »ideale Kunstkörper«. Johann Wolfgang Goethe als Sammler von Druckgraphiken und Zeichnungen (Ästhetik um 1800, Bd. 4), Göttingen 2007, ISBN 978-3-525-47503-4.
- Landschaften der Meditation. Giovanni Bellinis Assoziationsräume (Quellen zur Kunst, Bd. 23), Freiburg i. Br. 2004, ISBN 978-3-7930-9399-2.
- Caspar David Friedrich und die Theorie des Erhabenen. Friedrichs Eismeer als Antwort auf einen zentralen Begriff der zeitgenössischen Ästhetik, Weimar 2001, ISBN 978-3-89739-192-5.

### Herausgeberschaften
- mit Petra Kuhlmann Hodick und Johannes Rößler: Caspar David Friedrich. Sämtliche Briefe und Schriften, München 2024, ISBN 978-3-406-82173-8.
- mit Annette Ludwig, Christoph Orth, Katharina Krügel und Johannes Rößler: Caspar David Friedrich, Goethe und die Romantik in Weimar (Kat. zur Ausst. im Schiller-Museum, Weimar), Berlin 2024, ISBN 978-3-7757-5789-8.
- mit Markus Bertsch: Caspar David Friedrich. Kunst für eine neue Zeit (Kat. zur Ausst. in der Hamburger Kunsthalle), Berlin 2023, ISBN 978-3-7757-5604-4 (engl. Übersetzung: Caspar David Friedrich. Art for a New Age, ed. by Markus Bertsch and Johannes Grave, London 2024, ISBN 978-0500028339).
- mit Joris Corin Heyder und Britta Hochkirchen: Vor dem Blick. Zurichtungen des Betrachtens von Bildern, Bielefeld 2022, ISBN 978-3-8376-5683-1.
- mit Joris Corin Heyder und Britta Hochkirchen: Sehen als Vergleichen. Praktiken des Vergleichens von Bildern, Kunstwerken und Artefakten, Bielefeld 2020, ISBN 978-3-8376-5416-5.
- mit Boris Roman Gibhardt: Schrift im Bild. Rezeptionsästhetische Perspektiven auf Text-Bild-Relationen in den Künsten, Hannover 2018, ISBN 978-3-86525-600-3.
- mit Christiane Holm, Valérie Kobi und Caroline van Eck: The Agency of Display. Objects, Framings and Parerga (Parerga und Paratexte, Bd. 2), Dresden 2018, ISBN 978-3-95498-416-9.
- mit Michael Gamper, Eva Geulen, Andreas Langenohl, Ralf Simon und Sabine Zubarik: Zeit der Form – Formen der Zeit (Ästhetische Eigenzeiten, Bd. 2), Hannover 2016, ISBN 978-3-86525-535-8.
- mit Lena Bader und Georges Didi-Huberman: Sprechen über Bilder – Sprechen in Bildern. Studien zum Wechselverhältnis von Bild und Sprache (Passagen, Bd. 46), Berlin 2014, ISBN 978-3-422-07276-3.
- mit Andreas Beyer und Matteo Burioni: Das Auge der Architektur. Zur Frage der Bildlichkeit in der Baukunst, München 2011, ISBN 978-3-7705-5081-4.
- mit Arno Schubbach: Denken mit dem Bild. Philosophische Einsätze des Bildbegriffs von Platon bis Hegel, München 2010, ISBN 978-3-7705-5010-4.
- mit Hubert Locher und Reinhard Wegner: Der Körper der Kunst. Konstruktionen der Totalität im Kunstdiskurs um 1800 (Ästhetik um 1800, Bd. 5), Göttingen 2007, ISBN 978-3-525-47504-1.
- mit Markus Bertsch: Räume der Kunst. Blicke auf Goethes Sammlungen (Ästhetik um 1800, Bd. 3), Göttingen 2005, ISBN 3-525-47502-0.
- Das Doppelgesicht der Großstadt. Carlo Mense, Josef Winckler und die Werkleute auf Haus Nyland (Kat. zur Ausst. im Kloster Bentlage, im August Macke Haus Bonn und im Westfälischen Landesmuseum Münster), Steinfurt 2002, ISBN 3-934427-17-0.